# Macrolyrcea moesta
Macrolyrcea moesta är en fjärilsart som beskrevs av Butler 1882. Macrolyrcea moesta ingår i släktet Macrolyrcea och familjen mätare. Inga underarter finns listade i Catalogue of Life.